# Jean Riolan (1577-1657)
Pour les articles homonymes, voir Riolan.
Jean Riolan, dit le Jeune, né en 1577 peut-être à Amiens, ou le 20 février 1580 à Paris, et mort le 19 février 1657, est un médecin français. Il est connu pour son opposition à la théorie de la circulation du sang.

## Biographie
Il est le fils de Jean Riolan (1539-1605), dit l'Ancien, médecin lui aussi, et doyen de la faculté de médecine de Paris en 1584.
Reçu docteur en 1604, il est nommé médecin ordinaire du roi Henri IV, puis de Louis XIII. Il devient premier médecin de la reine mère Marie de Médicis, il lui témoignera fidélité en la suivant dans l'exil (1632) pour ne la quitter qu'à sa mort (Cologne, 1642).
Dès 1613, il obtient la chaire d'anatomie et de botanique du Collège Royal. Un an plus tard il ouvre un cours particulier de dissection pour les étudiants. Par ses travaux, il est surnommé en son temps « prince des anatomistes ».
"La création en 1595 de la chaire d’anatomie, de botanique et de pharmacie, une création très importante (du collège royal), qui aurait dû être associée à celle d’un Jardin des Plantes (…) sur le modèle montpelliérain, sollicitée par André du Laurens, premier médecin du roi Henri IV , et confiée en 1595 à Jean Ponçon (…). À la mort de Ponçon, le roi attribua la chaire en 1605 ou 1606 à Jean Riolan le Jeune, toujours sur la sollicitation d’André du Laurens (...).  En 1618, dans le cadre de sa fonction de professeur royal, Riolan adressa au roi une Requête pour l’établissement d’un jardin Royal en l’Université de Paris, et demandait que le Jardin fût près du Collège Royal, pour la commodité des étudiants et des professeurs. "
Jean Riolan fut titulaire de la chaire sans rapport avec le Jardin royal des plantes médicinales plus tardif qui y avait trois chaires distinctes: en anatomie, en chimie et en botanique : le Jardin royal des plantes médicinales aujourd'hui Jardin des plantes fut établi par un édit de  Louis XIII grâce à son médecin ordinaire Guy de la Brosse, en 1635, avec une nouvelle chaire d'anatomie au Collège royal. Le premier titulaire fut Marin Cureau de la Chambre.
Après une dizaine d'années d'interruption consacrées à la reine mère, il reprend l'enseignement de 1642 à 1654. Il cède alors son poste, pour cause de maladie, au successeur qu'il s'est choisi, Guy Patin.
Riolan souffre d'inflammations oculaires, de goutte, de fièvres... et il a subi deux opérations de la taille. Il boit tous les jours du vin pur, contrairement à l'habitude de l'époque de « tremper son vin comme il faut ». Il meurt le 19 février 1657 après une anurie de 56 heures.

## Travaux
Riolan le Jeune est considéré par ses contemporains comme une « bibliothèque vivante », érudit et éloquent, il jouit d'un prestige européen, mais c'est aussi un homme intransigeant qui n'aime pas la réplique.
Comme son père Riolan l'Ancien, il est partisan de la médecine de Galien, et très opposé aux nouveautés. Il combat violemment les partisans de la médecine chimique ou iatrochimie qui « sont les démons du genre humain en leur sorte, principalement quand ils se servent d'antimoine ».

Pour la querelle de l'antimoine qui dura près d'un siècle, voir dans : 
Il est surtout connu pour son Anthropographie (1618), description anatomique de l'homme, et ses Opuscula anatomica (1649).
Dans ce dernier ouvrage, il critique la découverte du système lymphatique par Thomas Bartholin et celle de la circulation du sang par William Harvey ; il fut lui-même combattu par Harvey, par Bartholin et par Domenico Marchetti, successeur de Johann Vesling à Padoue et maître de Bartholin.

## Œuvres

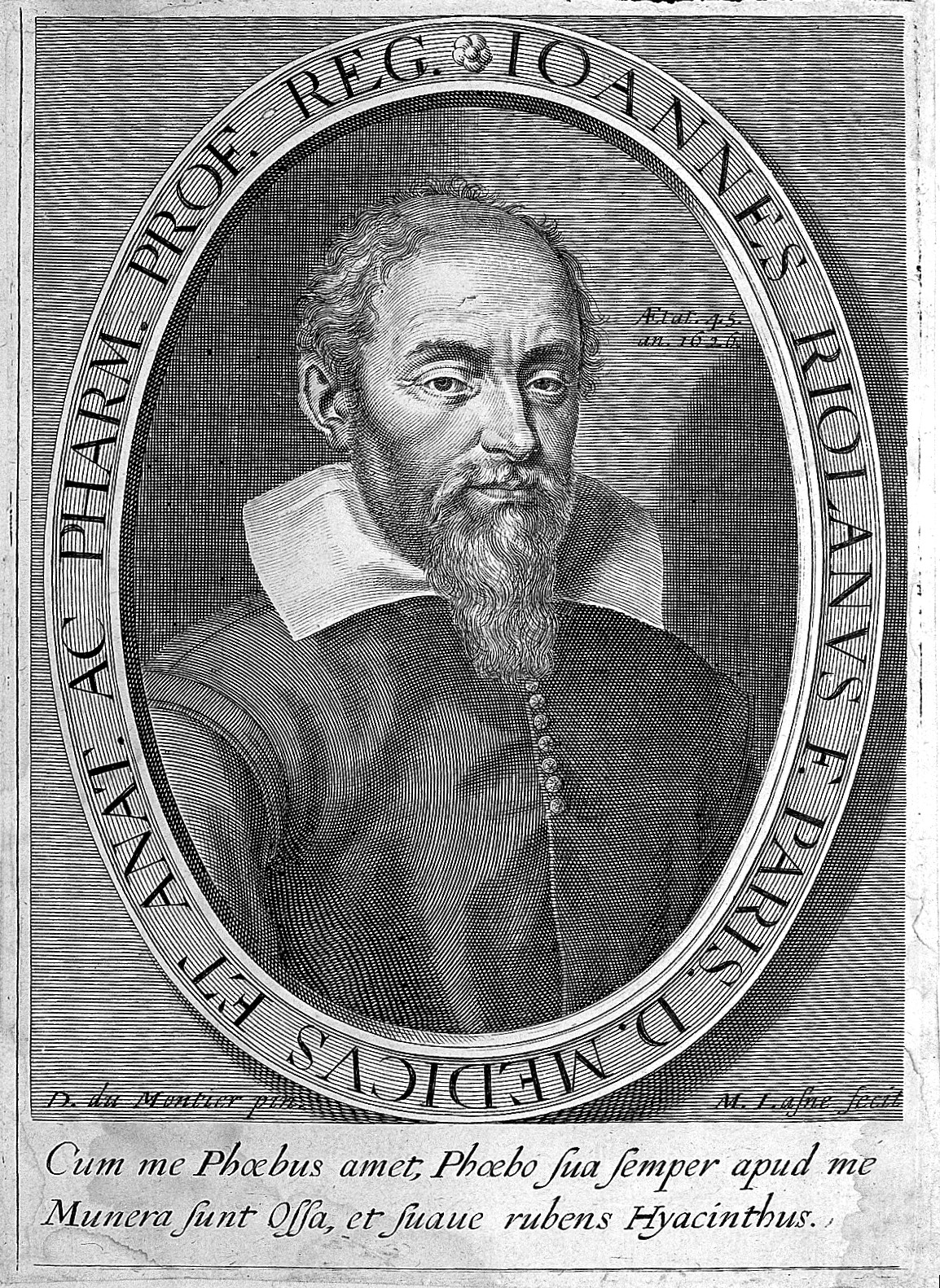
Portrait de Jean Riolan le jeune par Lasne, 1626

- Ars bene medendi, Adrien Perier, 1601
- Schola academica, in-8, Paris, Adrien Perier, 1604[1] — L'édition en ligne est de 1608.
- Comparatio veteris medicinae cum nova, in-12, 1605[1]
- Gigantomachie pour respondre à la Gigantostologie, s.l., s. n., 1613
- L’imposture descouverte des oc humains supposés, et faussement attribués au roy Theutobocus, Paris, Pierre Ramier, 1614
- Anthropographia et osteologia omnia recognita, triplò auctiora, & emendatiora ex propriis, ac novis cogitationibus, & observationibus, 1618 — Avec deux index très détaillés. — L'édition en ligne est celle de Paris, Denys Moreau, 1626.
- Les œuvres anatomiques de M. Jean Riolan,... reveues et augmentées d'une cinquième partie en ceste édition... Le tout rangé, divisé, noté et mis en françois par M. Pierre Constant,..., Paris, Denys Moreau, 1628-1629
  - Les œuvres anatomiques de M. Jean Riolan, vol. I, Paris, Denys Moreau, 1629
- Curieuses recherches sur les escholes en médecine de Paris et de Montpellier, nécessaires d'estres sceuës pour la conservation de la vie, par un ancien docteur en médecine de la faculté de Paris, Paris, G. Meturas, 1651
- Opuscula nova anatomica, judicium novum de venis lacteis tam mesentericis quam theoracicis adversus Th. Batholinum. Lymphatica vasa Bartholini refutata. Animadversiones secundae ad anatomiam reformatam Bartholini. Ejusdem dubia anatomica de lacteis thoracicis resoluta. Hepatis funerati et ressuscitati vindicae, Paris, veuve de Mathurin du Puis, viâ Iacobæá, sub signo Coronæ Aureæ, 1649, 1653
- Manuel anatomique et pathologique, ou Abrégé de toute l'anatomie et des usages que l'on en peut tirer pour... la guérison des maladies... Nouvelle édition corrigée & augmentée de la 6e partie, sur les mémoires et livres imprimez de l'autheur, Paris, G. Meturas, 1661

### Publications traduites
- (en) A sure guide, or, The best and nearest way to physick and chyrurgery — Nombreuses éditions

## Éponymie

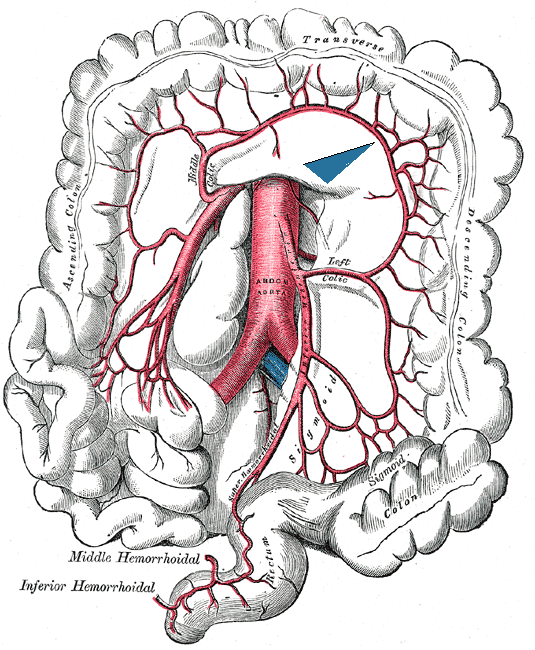
Arcade de Riolan

- Le bouquet de Riolan est l'ensemble des ligaments et des tendons issus du processus styloïde de l'os temporal.
- L'anastomose de Riolan (ou anastomose de Haller, arc ou arcade de Riolan[9],[10]) porte son nom[11].
- L'artère de Riolan est une variété d'artère colique transverse, d'origine variable et qui renforce l'arcade de Riolan[12].
- Le muscle crémaster est parfois appelé « muscle de Riolan », nom également donné à une partie du muscle orbiculaire de l'œil.
- Les osselets de Riolan sont des petits osselets inconstants situés dans le fibrocartilage qui sépare l'os occipital de la portion pétreuse de l'os temporal[12].